# Mastuj
Mastuj és una població, fortalesa i antic districte de la província de Khyber-Pakhtunkhwa (abans Província de la Frontera del Nord-oest), avui part del districte de Chitral a la vall del Yarkhun. Es troba a 2.359 metres d'altura i a 115 al nord-est de la població de Chitral, quedant a l'est de Gilgit.

## Història
Hauria estat part del territori dels syamaka i s'ha identificat amb el territori de Chu Wei del Shang-mi visitat pel pelegrí xinès Wu Kung al segle viii. Una inscripció prova que va formar part dels dominis de la dinastia hindushàhida de Wayhind (modern Und, prop d'Attock). El 1841 el príncep de Warshigun (format pels estats de Yasin i Mastuj), Gawhar Aman, fill de Mulk Aman, va envair Gilgit però en fou expulsat per les forces del rei (maharaja) del Caixmir que van ocupar Gilgit. Mastuj apareix com un estat vassall de Caixmir quan aquest estat es va sotmetre als britànics el 1846. Més tard el virrei Lord Lutton va encoratjar al maharajà a estendre la sobirania efectiva a Chitral, Mastuj i Yasin.
El 1881 Aman al-Mulk de Chitral, que ja dominava Mastuj, Yasin i Ghizr, va poder reunificar el territori després de derrotar a Pahlwan Bahadur, príncep del Chitral Superior. Mastuj formà part de l'agència de Dir, Swat i Chitral. Amb el sistema de milícies tribals de Lord Curzon, Mastuj va ser el centre de comandament dels irregulars chitralis.